# 4301 Бойден
4301 Бойден (4301 Boyden) — астероїд головного поясу.
Тіссеранів параметр щодо Юпітера — 3,205.